# Tigrane VI d'Arménie
Pour les articles homonymes, voir Tigrane.
Tigrane VI d'Arménie règne sur ce royaume de 59 à 61.

## Biographie
Tigrane est le fils d'Alexandre (petit-fils d'Hérode Ier le Grand), lui-même fils aîné d'Alexandre (fils d'Hérode Ier le Grand) et de Glaphyra et donc aussi arrière-petit-fils d'Archélaos de Cappadoce. Il est également le neveu du roi Tigrane V Hérode. 
Longtemps otage à Rome, il est un client des Romains qui tentent de l'opposer de 59 à 61 comme roi client d'Arménie à Tiridate Ier d'Arménie, candidat des Parthes.
Pour contrôler l'Arménie, on lui laisse une garnison de 1 000 légionnaires, trois cohortes d'alliés et deux ailes de cavalerie. Peu confiant dans ses capacités, Rome délègue à ses autres alliés Pharsman Ier d'Ibérie, Polémon II du Pont, Aristobule de Chalcis d'Arménie Mineure, Sohaemus d'Émèse de Sophène et Antiochos IV de Commagène la garde des provinces de l'Arménie qui jouxtent leurs domaines.
Une tentative malheureuse de Tigrane VI contre Monobaze II d'Adiabène sert de prétexte au roi des Parthes Vologèse Ier pour intervenir et rétablir sur le trône son frère Tiridate Ier d'Arménie.
Le fils de Tigrane VI, Alexandre, sera roi de Cilicie.